# Camponotus legionarium
Camponotus legionarium é uma espécie de inseto do gênero Camponotus, pertencente à família Formicidae.